# Фабијан Канчелара
Фабијан Канчелара (итал. Fabian Cancellara; Берн, 18. март 1981), познат под надимком „Спартакус”, бивши је швајцарски бициклиста, који је пред крај каријере возио за амерички тим Трек—сегафредо. Четири пута је освојио Свјетско првенство у вожњи на хронометар, по три пута Париз—Рубе, Ронде ван Фландерен, Страде Бјанке и Е3 Бинкбанк, док је по једном освојио Милано—Санремо, Тур де Свис и Тирено—Адријатико. Десет пута је освојио првенство Швајцарске у вожњи на хронометар, једном Вело д’Ор за бициклисту године и два пута награду за спортисту године Швајцарске. Тренутно је власник про тур тима Тудор про сајклинг, који је преузео у априлу 2022. 
Бицикл је почео да вози са 13 година, када се „заљубио” у један стари бицикл. Након тога, почео је озбиљније да се бави бициклизмом и освојио је Свјетско првенство у вожњи на хронометар за јуниоре двије године заредом, 1998 и 1999. Професионалну каријеру почео је 2000, са 19. година, када је потписао за Мапеј—Квик Степ као стажиста. Познат је као добар хронометраш, класик специјалиста и радник за сувозаче који се боре за генерални пласман. Након побједа на неколико мањих трка у почетним годинама каријере, прву велику побједу остварио је на Тур де Франсу 2004, гдје је побиједио на прологу на отварању трке и узео жуту мајицу, коју је носио један дан. Године 2006, освојио је први пут Париз—Рубе, а затим и Свјетско првенство у вожњи на хронометар, које је освојио и 2007. уз двије етапне побједе на Тур де Франсу.
Године 2008. освојио је Милано—Санремо и златну медаљу у вожњи на хронометар на Олимпијским играма. Следеће године, освојио је трећу титулу свјетског шампиона у вожњи на хронометар, док је био лидер на неколико етапа на Тур де Франсу и Вуелта а Еспањи. Године 2010. освојио је Париз—Рубе други пут и први пут Ронде ван Фландерен, као и четврту титулу свјетског шампиона у вожњи на хронометар, захваљујући чему је добио награду Вело д’Ор, за бициклисту године. Након периода без већих побједа током 2011 и 2012, када је био и повријеђен, 2013. године освојио је трећи пут Париз—Рубе и други пут Ронде ван Фландерен, док је трећи Ронде освојио 2014. године. Након бројних повреда током 2015, освојио је златну медаљу у вожњи на хронометар на Олимпијским играма 2016. На крају сезоне, завршио је каријеру, а изабран је за спортисту године у Швајцарској.
Након што је почео професионалну каријеру, возио је за четири тима. Остварио је велике успјехе на Монументалним класицима, освојио је по три пута Париз—Рубе и Ронде ван Фландерен, као и једном Милано—Санремо. По три пута освајао је и класике Е3 Харелбеке и Страде Бјанке. Побиједио је на пет етапа на отварању Тур де Франса и носио је жуту мајицу укупно 29 дана, што је највише од возача који нису освојили Тур. Поред успјеха на класицима и у вожњи на хронометар, освојио је Тирено—Адријатико , Тур де Свис и Тур оф Оман трке. Био је четири пута свјетски шампион у вожњи на хронометар и два пута олимпијски; два пута је био национални шампион у друмској и десет пута у вожњи на хронометар.
Његово ривалство са Томом Боненом сматра се једним од највећих ривалстава на класицима свих времена. Највише је истакнуто на Ронде ван Фландерену 2010, када су њих двојица били испред осталих у борби за побједу. Тај тренутак назван је од стране медија сумом деценије — „Канчелара и Бонен испред осталих”.

## Дјетињство и јуниорска каријера
Канчелара је рођен 18. марта 1981. године, у Берну, Швајцарска; мајка му је италијанског поријекла, а отац швајцарско–њемачког. Бицикл је почео да вози са 13 година, када се, како је истакао, заљубио у стари породични бицикл који је пронашао у гаражи. Одустао је од фудбала, којим се до тада бавио и сконцентрисао се на бициклизам. Касније је истакао да му је то потпуно промијенило живот, изјавивши: „потпуно ми је промијенило живот. Одједном сам схватио да сам био затворен у кутији уздржавања и природа ми је изненада отворила очи ка новим тежњама, тако да сам посветио себе и своје тијело друмском бициклизму. Сценски брдски путеви у Швајцарској су најљепши на свијету”. У младости је усавршио и вјештине крос кантрија.
Већ у почетним годинама показао је велики таленат и доминирао је у јуниорској конкуренцији у Швајцарској. Тренер швајцарске јуниорске екипе у периоду од 1997. до 2005. — Иван Гирар, изјавио је да је Канчелара био за „главу и рамена изнад свих осталих” у вожњи на хронометар. Освојио је златну медаљу на Свјетском првенству у вожњи на хронометар за јуниоре 1998 и 1999, док је 2000. освојио сребрну медаљу на Свјетском првенству у вожњи на хронометар за возаче до 23 године.

## Професионална каријера

### 2000—2002: Почетак каријере
Након другог мјеста на Свјетском првенству за возаче до 23 године, Канчелара се 2000. године, придружио тиму Мапеј—Квик Степ, који је био један од најјачих тимова у том тренутку. Прву сезону возио је као стажиста, након чега се придружио тиму 2001. године, као члан „Пројекта младих возача”, који је тим покренуо. Прву побједу остварио је на трци Тур оф Род, гдје је побиједио на прологу, а касније је и освојио трку.
За сезону 2002, Мапеј је, према правилима Свјетске бициклистичке уније за ту сезону, подијелио возаче у двије групе: „Топ тим”, у којем је било 25 возача и ГС-III „Групо Ђовани” (група младих) за развој младих талената, гдје је био и Канчелара, а у истој групи су, између осталих, били Филипо Поцато, Мајкл Роџерс и Бернард Ајзел. Директор тима — Ђорђо Сквинзи, изјавио је касније да је узео Канчелару и Роџерса из јуниорског у топ тим, како би прескочили категорију до 23 године, гдје је претпостављао да је допинг присутнији него међу професионалцима. Такође је изјавио да је Канчелара будући Мигел Индураин. Током двије сезоне у Мапеју, остварио је укупно 11 побједа, од чега седам у вожњи на хронометар.

### 2003—2005: Почетак успона
На крају 2002. године, тим Мапеј се угасио и Канчелара је прешао у тим Фаса Бортоло за сезону 2003, да ради као лид-аут за Алесандра Петакија. Прву побједу остварио је на Туру Медитерана, гдје је помогао тиму да побиједи на екипном хронометру на последњој етапи. На дан 6. априла, возио је свој први класик у каријери — Ронде ван Фландерен, који је завршио на 73 мјесту, преко десет минута иза побједника. Побиједио је на прологу дугом 3.4 km на Тур де Романди трци, гдје је освојио класификацију по поенима. Наредна трка коју је возио била је Тур оф Белгијум, гдје је побиједио на хронометру на четвртој етапи, десет секунди испред Роџерса Последњу побједу у сезони остварио је на прологу на Тур де Свис трци, гдје је завршио секунду испред Оскара Переира.
Прву побједу у сезони 2004, остварио је на Тур оф Катар трци, гдје је побиједио на четвртој етапи, након напада у последњим километрима трке, а затим је одспринтао возаче који су са њим дошли на циљ. Наредну побједу остварио је на првој етапи трке Сетмана Каталана де Чиклисиме, гдје је тријумфовао у групном спринту. Возио је Ронде ван Фландерен, који је завршио на 42 мјесту, два минута иза побједника — Стефена Веземана. Недељу дана касније, возио је Париз—Рубе, други пут у каријери; успио је да се задржи у четворочланом бијегу који је стигао на циљ испред групе и у спринту је завршио на четвртом мјесту. Сезону је наставио на Тур де Луксембург трци, гдје је побиједио на хронометру на четвртој етапи, 14 секунди испред Торстена Хикмана. Крајем јуна, освојио је национално првенство Швајцарске у вожњи на хронометар по други пут, након чега је возио Тур де Франс. Тур је стартовао прологом у Лијежу, на којем је побиједио и узео прву жуту мајицу, за лидера у генералном пласману. Мајицу је изгубио већ на другој етапи, када је Тор Хусховд побиједио у спринту и преузео вођство. До краја сезоне, учествовао је на Свјетском првенству, гдје је возио и друмску и трку на хронометар. Хронометар је завршио на осмом мјесту, два минута иза побједника — Мајкла Роџерса; друмску трку, на којој је Оскар Фреире освојио трећу титулу, није завршио.
Прву побједу у сезони 2005. остварио је на Париз—Ници, гдје је тријумфовао на четвртој етапи. Отишао је у бијег са Жаном Кирсипуом, кога је одспринтао на циљу. Сезону је наставио на Сетмана Каталана трци, гдје је побиједио на хронометру на последњој етапи, седам секунди испред Американца, Тома Даниелсона. Ронде ван Фландерен завршио је на 42 мјесту, десет минута иза побједника — Тома Бонена. Недељу касније, возио је Париз—Рубе, који је завршио на осмом мјесту. Канчелара је био у бијегу, са још десет возача, укључујући и Бонена, али му се пробушила гума на 45 km до циља и завршио је четири минута иза Бонена, који је побиједио. Сезону је наставио на Тур де Луксембург трци, гдје је побиједио на хронометру на етапи 3 б. Трку је завршио са истим временом као Ласло Бодроги, али су организатори додијелили побједу Бодрогију. У јуну је освојио национално првенство у вожњи на хронометар по трећи пут, након чега је возио Тур де Франс, али није остварио ниједну побједу. Сезону је наставио на класику у Хамбургу — ХЕВ Сајкласик, који је завршио на четвртом мјесту у групном спринту. Сезону је завршио на Свјетском првенству, гдје је возио и хронометар и друмску трку. Вожњу на хронометар завршио је на трећем мјесту, 12 стотинки иза другопласираног Хозе Ивана Гутијереза, док је титулу освојио Мајкл Роџерс. Друмску трку завршио је на 123 мјесту, десет минута иза побједника — Тома Бонена, који је на циљу одспринтао Алехандра Валвердеа.

### 2006: Прва побједа на класицима
Тим Фаса Бортоло угасио се на крају сезоне 2005; Канчелара је потписао трогодишњи уговор са тимом ЦСЦ током Тур де Франса 2005. Прву побједу за нови тим остварио је на Тирено—Адријатику, гдје је побиједио на хронометру дугом 20 km, на петој етапи. Милано—Санремо завршио је у групи, на 24 мјесту, док је Филипо Поцато остварио прву побједу на Монументалним класицима. Недељу касније, возио је класик у Белгији, Е3 Пријс Фландерен. Отишао је у бијег на почетку етапе, али је достигнут на 41 km до циља и завршио је на 37 мјесту, три минута иза Бонена, који је освојио класик по трећи пут и изједначио се са Јаном Расом. Сезону на Калдрмисаним класицима наставио је на Ронде ван Фландерену. Том Бонен и Лејф Хосте одвојили су се од групе, док је Канчелара био у мањој групи која је покушавала да их достигне; завршио је на шестом мјесту, у групи од четири возача који су на циљ стигли минут и 17 секунди иза Бонена. Недељу дана касније возио је Париз—Рубе. Био је међу водећим возачима већину трке, након чега је напао на успону Карефур дел Арбе и тријумфовао је два минута испред Бонена. Канчелара је тако освојио свој први класик у каријери.
Сезону је наставио на Вуелта а Каталуњи, гдје је побиједио на хронометру на првој етапи. Крајем јуна, освојио је првенство Швајцарске у вожњи на хронометар четврти пут, трећи пут заредом. Није изабран од стране тима ЦСЦ да вози Тур де Франс и сезону је наставио на на трци Денмарк Рунт. Побиједио је на другој етапи након соло напада и преузео је вођство у генералном пласману. Побиједио је и на хронометру дугом 14 km, на петој етапи, 18 секунди испред Томаса Циглера и повећао је вођство у генералном пласману на 20 секунди испред Стрјуарта О Грејдија. Последња етапа била је спринтерска, завршио је у групи и освојио трку, 20 секунди испред О Грејдија, из класификацију за најбољег младог возача. Крајем августа, возио је Вуелта а Еспању, гдје је помогао тиму да побиједи на екипном хронометру на отварању. Сезону је завршио на Свјетском првенству, гдје је возио и друмску и трку на хронометар. На дан 21. септембра, Канчелара је освојио прву титулу свјетског шампиона у вожњи на хронометар, са преко минут испред Дејва Забриског, поставши други швајцарски возач који је освојио првенство, након Алекса Цилеа. Три дана касније, друмску трку завршио је на 31 мјесту, у групи која је на циљ стигла двије секунде иза Паола Бетинија и Ерика Цабела, који су били најбржи у спринту.

### 2007: Успјеси током прољећа и јесени
На почетку 2007. није остварио ниједну побједу. Возио је Тур оф Калифорнија трку у фебруару, гдје је хронометар на петој етапи завршио на четвртом мјесту, 20 секунди иза побједника — Ливаја Лајпхајмера. На Милано—Санрему није био у борби за побједу, након што је ухваћен у великом паду на 30 km до циља и завршио је на 119 мјесту, шест минута иза побједника — Оскара Фреиреа. Недељу дана касније, возио је први од Калдрмисаних класика — Е3 Пријс Фландерен. На 50 km до циља, Канчелара је успио да дође до петорице возача који су били у бијегу, након чега су радили заједно. На циљ си стигла заједно њих четворица, Канчелара је у спринту завршио на другом мјесту, иза Бонена, који је освојио класик по четврти пут. Осам дана касније, возио је Ронде ван Фландерен, који је завршио на 53 мјесту, након неуспјешног покушаја одласка у бијег.Сезону класика завршио је на Париз—Рубеу, који је завршио на 19 мјесту, два и по минута иза сувозача, О Грејдија..
Прву побједу у сезони остварио је на прологу на Тур де Свис трци, гдје је побиједио и на хронометру на последњој етапи. Након побједе на прологу, био је лидер трке до четврте етапе, када је његов сувозач, Френк Шлек преузео вођство. У наставку је радио за Шлека и завршио је на 83 мјесту у генералном пласману, сат и осам минута иза побједника — Дејва Забриског. Крајем јуна, освојио је четврти пут заредом првенство Швајцарске у вожњи на хронометар, а пети пут укупно.
Сезону је наставио на Тур де Франсу. Побиједио је на прологу на отварању у Лондону, 13 секунди испред Андреаса Кледена и узео жуту мајицу. На другој етапи, био је ухваћен у великом паду на 2 km до циља, у којем је учествовало око 30 возача; линију циља прошао је држећи лијеву руку, али је је био добро током изласка на подијум за жуту мајицу. Наредног дана, побиједио је на трећој етапи, након што је достигао возаче који су били у бијегу, на 500 метара до циља. Жуту мајицу носио је до прве брдске, седме етапе, када је завршио 22 минута иза Линуса Гердемана, који је побједом преузео вођство у генералном пласману.
Сезону је завршио на Свјетском првенству, гдје је бранио титулу у вожњи на хронометар. Побиједио је 52 секунде испред Бодрогија и освојио другу узастопну титулу свјетског шампиона. Три дана касније, возио је друмску трку, али је није завршио, док је Паоло Бетини освојио другу узастопну титулу.

### 2008: Први Милано—Санремо, други Париз—Рубе
Сезону је стартовао на Тур де Калифорнија трци, гдје је побиједио на прологу на отварању, четири секунде испред Бредлија Вигинса. Двије недеље касније, тријумфовао је на другом издању трке Монте Паски Ероика, испред Алесандра Балана. Сезону је наставио на Тирено—Адријатику, гдје је побиједио на хронометру на петој етапи и преузео вођство у генералном пласману, 16 секунди испред Енрика Гаспарота. Последње двије етапе биле су спринтерске и освојио је трку 16 секунди испред Гаспарота. На Милано—Санрему, напао је у финишу и побиједио је четири секунде испред Поцата, поставши тако други Швајцарац који је освојио класик, након Ериха Мехлера 1987. На Париз—Рубеу,  отишао је у бијег на почетку трке, заједно са великом групом возача. На 33 km до циља, Канчелара, Бонен и Балан су напали из групе бјегунаца и дошли су на циљ заједно. Бонен је одспринтао Канчелару и освојио други пут Париз—Рубе. Борбу Бонена и Канчеларе за побједу, медији су назвали „борба титана”
У јуну, возио је Тур де Луксембург, гдје је побиједио на прологу на отварању. Сезону је наставио на Тур де Свис трци, гдје је је побиједио на седмој етапи, након соло напада у последњем километру; тријумфовао је двије секунде испред главне групе, коју је одспринтао Ерик Цабел, испред Робија Макјуена. На последњој, деветој етапи, напао је у последњем километру, достигао Филипа Жилбера на 100 метара до циља и остварио другу побједу. Трку је завршио на 79 мјесту, 49 бодова иза побједника — Романа Кројцигера; освојио је класификацију по поенима, бод испред Маркуса Цберга. У јулу био је члан тима на Тур де Франсу, док су лидери тима. били Карлос Састре и браћа Шлек, Анди и Френк. Хронометар на етапи 20 завршио је на другом мјесту, 20 секунди иза Стефана Шумахера, док је Састре  освојио Тур, минут и пет секунди испред Кадела Еванса. Канчелари је касније додијељена побједа на етапи 20, јер је првобитни побједник, Стефан Шумахер, био позитиван на ЕПО.
У августу, возио је на Олимпијским играма. На друмској трци, био је у другој групи на 5 km до циља, али је напао и стигао до лидера на километар до циља. Трка је завршена спринтом, Самуел Санчез је освојио златну медаљу, Давиде Ребелин сребрну, а Канчелара бронзану. Касније је утврђено да је Ребелин био позитиван на ЦЕРА и UCI-ја и [[Међународни олимпијски комитет|МОК[] су му одузели медаљу. Канчелара је промовисан на друго мјесто док је Александар Колобнев, који је завршио на четвртом мјесту, промовисан на треће. Возачи првобитно нису добили медаље за своје позиције; Канчелара је у добио исту медаљу као Ребелин, 18. децембра 2010, на церемонији која је одржана у Игиген у, Швајцарска. Канчеларина бронзана медаља додијељена је Колобневу. Четири дана након друмске, возио је трку на хронометар. Побиједио је и освојио златну медаљу 30 секунди испред Густава Ларсона. Након Олимпијских игара, одлучио је да не брани титулу на Свјетском првенству, које је одржано у Варезеу. Због успјеха у сезони, проглашен је за најбољег мушког спортисту Швајцарске за 2008. годину, испред Роџера Федерера и Дидјеа Киша.

### 2009: Побједе и трећа титула свјетског шампиона
Сезону 2009. стартовао је на Тур де Калифорнија трци, гдје је побиједио на прологу на отварању, остваривши другу побједу заредом на прологу у Калифорнији. Крајем фебруара, возио је Тирено—Адријатико, али због повреде није успио да оствари ниједну побједу и напустио је трку током шесте етапе. Сезону је наставио на класицима, али није остварио побједу. Ронде ван Фландерен морао је да напусти због проблема са ланцем, док је Париз—Рубе завршио на 49 мјесту, седам минута иза Бонена, који је освојио класик по трећи пут.
У јуну је возио домаћу трку, Тур де Свис. Побиједио је на хронометру на првој етапи, 19 секунди испред Кројцигера и узео жуту мајицу, за лидера у генералном пласману, коју је изгубио на четвртој етапи, након успјешног бијега; Мати Брешел је побиједио, док је вођство преузео Тадеј Ваљевец, који је завршио трећи на етапи; Канчелара је пао на шесто мјесто, 16 секунди иза. На шестој етапи је узео секунде бонификације на пролазним циљевима и дошао на друго мјесто, девет секунди иза Ваљевеца. Осму етапу завршио је на трећем мјесту, одспринтао је групу која је на циљ дошла двије секунде иза Тонија Мартина и Дамијана Кунега; на два пролазна циља узео је пет секунди бонификације и смањио заостатак на четири секунде иза Ваљевеца. На хронометру на последњој етапи, побиједио је минут и 27 секунди испред Тонија Мартина и освојио је трку два минута и двије секунде испред Мартина; такође је освојио и класификацију по поенима, са истим бројем бодова као Марк Кевендиш и Роман Кројцигер. Недељу дана касније, освојио је национално првенство у друмској вожњи по први пут, након што је на циљу одспринтао Матијаса Франка. Сезону је наставио на Тур де Франсу, гдје је побиједио на прологу на отварању и узео прву жуту мајицу на трци. Лидерску позицију изгубио је на првој брдској, седмој етапи, коју је завршио девет минута иза побједника — Бриса Фејиа; жуту мајицу преузео је Риналдо Ночентини, испред Алберта Контадора и Ленса Армстронга. У наставку трке радио је за Андија Шлека, који је завршио на другом мјесту, четири минута иза Контадора; Канчелара је завршио на 91 мјесту, два сата и 23 минута иза Контадора.
Сезону је наставио на Вуелта а Еспањи, гдје је побиједио на хронометру на отварању и узео лидерску, златну мајицу. На четвртој етапи, остао је затворен након пада и завршио је пет минута иза Андреа Грајпела, који је одспринтао главну групу, али је добио исто вријеме, јер је пад био унутар 3 km до циља. Грајпел је побиједио и на петој етапи и захваљујући секундама бонификације, преузео је вођство у генералном пласману испред Бонена, док је Канчелара пао на треће мјесто, девет секунди иза. Побиједио је на хронометру на седмој етапи, 32 секунде испред Дејвида Милара и преузео је вођство у генералном пласману, 51 секунду испред Бонена. На осмој етапи, отпао је од главне групе на последњем успону, Алто де Тудонос и завршио је 25 минута иза; златну мајицу преузео је Кадел Еванс, двије секунде испред Алехандра Валвердеа. Вуелту је напустио након етапе 13, није стартовао етапу 14.
Свјетско друмско првенство 2009, одржано је у Швајцарској и Канчелара је истакао да жели да освоји првенство у обје дисциплине. Канчелара је доминирао хронометром и освојио је трећу титулу свјетског шампиона, минут и 27 секунди испред Густава Ларсона и два и по минута испред Тонија Мартина, изједначивши се тако са Мајклом Роџерсом са по три титуле. На 200 метара до циља, стао је, ставио швајцарску заставу на груди и прошао кроз циљ. Истакао је да неће славити побједу до друмске трке, јер се нада дуплом слављу. Друмска трка одржана је три дана касније. Током последњег круга, успио је да достигне возаче који су били испред групе; на почетку последњег успона, Кадел Еванс је напао, нико није могао да га прати. Еванс је освојио златну медаљу, док је Канчелара завршио на петом мјесту, 30 секунди иза.

### 2010: Први Ронде, други Париз—Рубе
Сезону је почео на Тур оф Катар тци, коју је завршио на 81 мјесту у генералном пласману, након чега је освојио Тур оф Оман трку. Преузео је вођство у генералном пласману на последњој етапи и освојио је трку без етапне побједе, 28 секунди испред Едвалда Босон Хагена. Сезону је наставио у Италији, на Тирено—Адријатику, који је завршио на 77 мјесту, након чега је почео сезону класика, завршивши на 17 мјесту Милано—Санремо. Крајем марта возио је Е3 Пријс Фландерен. Напао је на успону Патерберг, на 42 km до циља, заједно са Боненом и Хуаном Антониом Флечом, након чега су возили заједно и направили предност испред главне групе. На километар до циља, Канчелара је напао и побиједио три секунде испред Бонена, који није могао да га достигне. Почетком априла, возио је Ронде ван Фландерен. Напао је на успону Моленберг, на 44 km до циља и само је Бонен могао да прати. Брзо су стекли предност испред осталих возача, а на успону Мур ван Герардсберген, на нешто више од 20 km до циља, Канчелара је напао, а Бонен није могао да прати. У последњих 20 километара возио је хронометар и освојио Ронде по први пут, минут и 17 секунди испред Бонена. Имао је довољну предност, прослављао је са директором тима, Бјарнеом Рисом и узео је заставу Швајцарске, са којом је прошао кроз циљ. Освајањем Ронде ван Фландерена, постао је 12 возач који је освојио прва три Монументална класика у сезони — Милано—Санремо, Ронде ван Фландерен и Париз—Рубе. Након побједе, изјавио је да жели да освоји и друга два Монументална класика, Лијеж—Бастоњ—Лијеж и Ђиро ди Ломбардију.
Недељу дана након Рондеа, возио је Париз—Рубе. Напао је на секцији Монс ен Певел, на 50 km до циља и нико није могао да га прати; Бонен је покушавао да га достигне, оформивши групу од осам возача, али је већ на следећем сектору калдрме, Канчелара имао 30 секунди предности. Побиједио је два минута испред Тора Хусховда, који је одспринтао групу, освојивши тако други пут Париз—Рубе и по први пут Ронде—Рубе дабл. Одлучио је да прескочи остале класике и сезону је наставио на Тур оф Калифорнија трци, гдје се спремао за Тур де Франс. Није остварио ниједну етапну побједу и трку је напустио током последње, осме етапе.
Сезону је наставио у јуну, на Тур де Свис трци. Побиједио је на прологу дугом 7.8 km на отварању, секунду испред Кројцигера. Лидерску мајицу изгубио на трећој етапи, када је Тони Мартин преузео вођство за секунду. Хронометар на последњој етапи завршио је на другом мјесту, 17 секунди иза Тонија Мартина и трку је завршио на 56 мјесту у генералном пласману, 32 минута иза сувозача, Френка Шлека, који је освојио трку 12 секунди испред Ленса Армстронга. У јулу, возио је Тур де Франс, гдје је побиједио на прологу на отварању, десет секунди испред Тонија Мартина и узео жуту мајицу. Силван Шаванел је преузео вођство након побједе на другој етапи, гдје је тријумфовао из бијега, три минута испред главне групе. Канчелара је вратио жуту мајицу на трећој етапи, која је вожена по секцијама калдрме. На 50 km до циља, предводио је браћу Шлек, пратили су Кадел Еванс, Рајдер Хеседал и Герент Томас; завршили су минут испред осталих возача, док је Шаванел завршио четири минута иза и Канчелара је преузео жуту мајицу. Носио је жуту мајицу до прве брдске, седме етапе, када је Шаванел побиједио и поново преузео вођство. У наставку трке радио је за Андија Шлека; побиједио је на хронометру дугом 52 km, на етапи 19, 17 секунди испред Тонија Мартина. Завршио је Тур на 121 мјесту, три сата и 19 минута иза побједника — Алберта Контадора, коме је побједа накнадно одузета због допинга и припала је Андију Шлеку.
Сезону је наставио на Вуелта а Еспањи, гдје је хронометар на етапи 17 завршио на трећем мјесту, 37 секунди иза Питера Велица, док је Денис Мењшов завршио на другом мјесту. Вуелту је напустио током етапе 19, како би се припремио за Свјетско првенство, гдје је бранио титулу у вожњи на хронометар. Освојио је Свјетско првенство у вожњи на хронометар, минут испред Дејвида Милара, док је Тони Мартин завршио на трећем мјесту. Канчелара је тако постао први возач који је Свјетско првенство у вожњи на хронометар освојио четири пута. Четири дана касније, возио је друмску трку, коју је завршио на 50 мјесту, док је првенство освојио Тор Хусховд.
На крају сезоне, из тима Саксо Банка у тим Леопард Трек прешли су браћа Шлек, Стјуарт О Грејди, Јакоб Фуглсанг и Јенс Вогт док је крајем новембра и Канчелара прешао у Трек; у Саксо Банк прешао је Алберто Контадор.

### 2011: Друга и трећа мјеста
Сезону 2011. почео је на Тур оф Катар трци, гдје је пролог на отварању завршио на другом мјесту, четири секунде иза Ларса Бума. Завршио је на 53 мјесту у генералном пласману, 38 минута иза побједника — Марка Реншоа. Након Катара, возио је Тур оф Оман трку. Хронометар на петој етапи завршио је на четвртом мјесту, 27 секунди иза Роберта Хесинка; трку је завршио на шестом мјесту у генералном пласману, два минута и 11 секунди иза Хесинка. Почетком марта, возио је класик у Италији, Страде Бјанке. Био је међу 20 возача који су напали и стигли заједно на циљ; завршио је на петом мјесту, док је у спринту побиједио Филип Жилбер. Прву побједу у сезони остварио је на Тирено—Адријатику, гдје је побиједио на хронометру на последњој етапи, девет секунди испред Ларса Бума. Завршио је на 89 мјесту у генералном пласману, 37 минута иза Кадела Еванса. Сезону је наставио на Милано—Санрему, гдје је пратио напад на успону Пођо; формирали су осмочлани бијег, који је стигао до циља. Канчелара је у спринту завршио други, иза Метјуа Госа.
Након добре сезоне 2010. и добрих резултата на почетку 2011, био је један од главних фаворита на калдрмисаним класицима: Е3 Пријс Фландерен, Ронде ван Фландерен и Париз—Рубе. На Е3 Пријс Фландерену, Канчелари се неколико пута пробушила гума, морао је да мијења бицикл, а затим је напао на 16 km до циља и дошао до соло побједе, минут испред Јиргена Ројландса. Недељу дана касније возио је Ронде ван Фландерен. Напао је на 60 km до циља и достигао Силвана Шаванела, који је био у бијегу; Шаванел није хтио да пролази испред и допринесе темпу, због чега су их достигли на успону Мур ван Герардсберген. У последњих четири километра, покушао је соло нападом да се одвоји. Први напад су пратили сви, док су други пут кад је напао пратили само Шаванел и Ник Нојенс. Њих тројица су стигли на циљ заједно, Нојенс је побиједио у спринту, док је Канчелара завршио трећи, иза Шаванела. Недељу дана касније возио је Париз—Рубе. На 40 km до циља, напао је, пратили су Тор Хусховд и Алесандро Балан; дошли су на 30 секунди иза возача који су били у бијегу, али је затим Канчелара престао да ради, јер Балан и Хусховд нису хтјели да допринесу потјери и возачи из главне групе су их достигли, док су лидери повећали предност на минут. На 16 km до циља, напао је поново, Хусховд је пратио, али је успио да се одвоји у финишу и достигне неке од возача који су били у бијегу. Завршио је на другом мјесту, 19 секунди иза Јохана ван Сумерена, након што је на циљу одспринтао Мартена Тјалингија и Грегори Раст|Грегорија Раста]], које је претходно достигао.
У јуну, возио је Тур де Луксембург трку, гдје је тријумфовао на прологу на отварању, пет секунди испред Дамјена Годена и узео прву лидерску мајицу. Мајицу је изгубио након друге етапе, на којој је Линус Гердеман побиједио и преузео вођство у генералном пласману. Трку је завршио на 67 мјесту, 13 минута иза Гердемана. Сезону је наставио на Тур де Свис трци, гдје је побиједио на прологу на отварању, девет секунди испред Тиџеја ван Гардерена и узео лидерску мајицу. Мајицу је изгубио на другој етапи, на којој је побиједио Хуан Маурисио Солер и преузео вођство. Побиједио је на хронометру на последњој, деветој етапи, девет секунди испред Андреаса Кледена и трку је завршио на 98 мјесту у генералном пласману, сат и 13 минута иза побједника — Ливаја Лајпхајмера. Крајем јуна, освојио је национално првенство у друмској вожњи по други пут, након што је на циљу одспринтао Стива Морабита.
У јулу, возио је Тур де Франс. Екипни хронометар на другој етапи, Леопард Трек је завршио на четвртом мјесту, док је индивидуални хронометар на етапи 20 завршио на осмом мјесту, минут и 42 секунде иза Тонија Мартина. Канчелара је на Туру радио за браћу Шлек, који су били на прва два мјеста у генералном пласману пред хронометар на етапи 20, на којем је Кадел Еванс преузео жуту мајицу. Завршио је на 119 мјесту у генералном пласману, три сата и седам минута иза побједника — Кадела Еванса, док су браћа Шлек завршили на другом и трећем мјесту. Сезону је наставио на Вуелта а Еспањи, гдје је помогао тиму да побиједи на екипном хронометру на првој етапи. Хронометар на десетој етапи завршио је на четвртом мјесту, минут и 27 секунди иза Тонија Мартина, док је Вуелту напустио након етапе 16, није стартовао етапу 17. 
> Сезону је завршио на Свјетском првенству, гдје је возио хронометар и друмску трку. Свјетско првенство у вожњи на хронометар завршио је на трећем мјесту, након двије узастопне титуле, минут и 20 секунди иза Тонија Мартина, који је освојио прву титулу, а пет секунди иза Бредлија Вигинса. Четири дана касније, возио је друмску трку. Првенство је завршено групним спринтом, у којем је Марк Кевендиш побиједио и освојио прву златну медаљу за Уједињено Краљевство; Канчелара је завршио на четвртом мјесту, иза Метјуа Госа и Андреа Грајпела.

### 2012: Сезона пуна повреда
Сезону 2012 почео је на Тур оф Катар трци. На трећој етапи, напао је на 10 km до циља, пратили су Бонен, Адам Блајт, Флеча и Герт Стигманс. Бонен је затим напао у финишу и побиједио испред Тома Велерса, док је Канчелара завршио трећи. Трку је завршио на седмом мјесту у генералном пласману, минут иза Бонена, након чега је возио Тур оф Оман трку, коју је завршио на десетом мјесту у генералном пласману, 52 секунде иза Питера Велица. Прву побједу у сезони остварио је на класику Страде Бјанке. Грег ван Авермат је напао на последњем успону, Канчелара је пратио, а затим и сам напао и створио 30 секунди предности на спусту. Ван Авермат, Балан, Кројцигер, Оскар Гато и Максим Иглињски су оформили потјеру, смањили су заостатак на 15 секунди на 7 km до циља, али је Балан затим скренуо погрешно, након чега је Канчелара стекао предност око минут; побиједио је 42 секунде испред Иглињскиг и Оскара Гата. Сезону је наставио на Тирено—Адријатику, гдје је побиједио на хронометру на последњој етапи, 12 секунди испред Данијелеа Бенатија и завршио је на 98 мјесту у генералном пласману, 38 минута иза побједника— Винченца Нибалија. Четири дана касније, возио је Милано—Санремо. Сајмон Геранс и Нибали су напали на успону Пођо, Канчелара је пратио, а затим на спусту стекао малу предност, али је достигнут. Канчелара је први почео да спринта, али га је Геранс одспринтао и завршио је на другом мјесту. Сезону класика наставио је у Белгији, на класику Е3 Пријс Фландерен—Харелбеке. Напао је на успону Оуде Кваремонт, пратили су Бонен, Поцато и Петер Саган, али му се на половини успона пробушила гума и узео је нови бицикл. Недуго након тога сударио се са навијачима и једним возачем Рабобанка, због чега је изгубио прикључак за водећим возачима. До краја је успио да се врати у групу и завршио је на 22 мјесту у групном спринту, док је Том Бонен остварио пету побједу. На Гент—Вевелгему, Саган и Канчелара су напали на 25 km до циља, али су их достигли возачи Квик—Степа, који су контролисали трку за Бонена и достигли све који су нападали. Канчелара је завршио на 13 мјесту у групном спринту, док је Бонен остварио нову побједу. На Ронде ван Фландерену очекивала се борба између Бонена и Канчеларе, али на 64 km до циља, у зони гдје се узима храна, Канчелара је пао, закачивши боцу коју је бацио неко од возача. Доживио је четири прелома кључне кости, због чега је морао да паузира. Ронде је освојио Бонен, по четврти пут.
Након паузе, сезону је наставио у мају, на Бајерн—Рундфарт трци, гдје је хронометар на четвртој етапи завршио на 14 мјесту, минут и 15 секунди иза Мајкла Роџерса. Трку је напустио током последње, пете етапе. У јуну, возио је Тур де Свис трку. Прије старта пролога, истакао је да је нервозан и да није сигуран у каквој је форми. Пролог је завршио на другом мјесту, четири секунде иза Петера Сагана, након чега побједу није остварио ни на хронометру на седмој етапи, гдје је завршио на другом мјесту, двије секунде иза Фредерика Кесјакофа. Трку је напустио током последње, девете етапе. У јулу, возио је Тур де Франс, на којем је Френк Шлек био лидер тима, након што је Анди Шлек доживио тешку повреду на Критеријуму ди Дофине. Побиједио је на прологу, на отварању у Лијежу, седам секунди испред Бредлија Вигинса и узео жуту мајицу, остваривши пету побједу на прологу на Туру, осам година након што је, такође у Лијежу, остварио прву. На првој етапи, напао је на 1,5 km до циља, заједно са Саганом и Едвалдом Босон Хагеном; завршио је на другом мјесту, након што га је Саган одспринтао на циљу. Након петог дана проведеног у жутој мајици, срушио је рекорд Ренеа Вијета, као возач који је највише пута носио жуту мајицу, а да није освојио Тур. Изјавио је да прије етапе није знао како се зове Вијето, додавши да је освајање Тура сан за њега, а не циљ.  Мајицу је изгубио на првој брдској, седмој етапи, коју је завршио два минута иза три првопласирана возача на етапи, Криса Фрума, Кадела Еванса и Бредлија Вигинса, који је преузео вођство. Хронометар на десетој деветој етапи завршио је на трећем мјесту, 57 секунди иза Вигинса и 22 секунде иза Фрума. Тур је напустио прије почетка етапе 11, како би био уз жену пред рођење другог дјетета.
Сезону је наставио на Олимпијским играма у августу. На друмској трци, био је члан великог бијега; на 15 km до циља, погрешно је ухватио кривину десно и пао на десно раме. Успио је да настави и завршио је на 106 мјесту, пет минута иза побједника — Александра Винокурова. Циљ је прошао са болном гримасом и у сузама, након чега је отишао на преглед у болницу, гдје је утврђено да није имао прелома. Два дана касније, објављено је да ће возити трку на хронометар на Олимпијским играма, коју је завршио на седмом мјесту, два минута и 14 секунди иза Вигинса, који је освојио златну медаљу. У августу, објавио је да завршава сезону, јер је морао на. операцију кључне кости.

### 2013: Други Ронде, трећи Париз—Рубе
Тим Трек је за сезону 2013. промијенио име у Рејдиошек—Леопард. Канчелара је сезону почео на Тур оф Катар трци, гдје није остварио ниједну побједу и завршио је на 58 мјесту у генералном пласману, три минута иза Марка Кевендиша, који је освојио трку уз четири етапне побједе. Након Катара, возио је Тур оф Оман трку, коју је завршио на 44 мјесту у генералном пласману, 11 минута иза побједника — Криса Фрума. У марту, возио је Страде Бјанке класик. Морено Мозер је напао, нико није пратио; Канчелара је касније покушао да га достигне, али је Саган пратио сваки пут. Мозер је побиједио, док је Канчелара завршио на четвртом мјесту, седам секунди иза, након што су га на циљу одспринтали Саган и Риналдо Ночентини. Сезону је наставио у Италији, на Тирено—Адријатику, гдје је хронометар на последњој, седмој етапи, завршио на четвртом мјесту, 12 секунди иза Тонија Мартина. Трку је завршио на 71 мјесту у генералном пласману, 43 минута иза Нибалија. Пет дана касније, возио је Милано—Санремо, гдје је био један од фаворита за побједу. Због великог снијега који је падао током дана и претходне ноћи, организатори су одлучили да трку прекину на 117 km до циља, како се не би возила прва два успона. Возачи су ушли у аутобусе, који су их возили наредних 46 km, између Оваде и Аренцана, гдје је био рестарт трке. Многи возачи нису хтјели да наставе трку, међу њима и Том Бонен, који је упутио оштре ријечи организаторима.Па спусту са последњег успона, Саган је напао, пратили су Канчелара и Гералд Циолек и достигли возаче  који су  били испред. На циљ  је дошла заједно група од седам возача, Канчелара је у спринту завршио трећи, иза Циолека и Сагана.
Прву побједу у сезони остварио је на Е3 Харелбеке класику, гдје је напао на 35 km до циља, на успону Ауде Кваремонт и побиједио минут и четири секунде испред Сагана. Након побједе, био је један од највећих фаворита за побједу на Ронде ван Фландерену, заједно са Боненом и Саганом. Након само 19 километара, Бонен је пао и морао је да напусти трку. Канчелара је напао на успону Ауде Кваремонт и само је Саган могао да прати. Брзо су стигли до возача који су били у бијегу, од којих се Јирген Ројландс задржао са њима неко вријеме, али је и он отпао. На успону Патерберг, на 13 km до циља, Канчелара је поново напао, Саган је у почетку пратио, али при врху успона, спустио је главу, полако је посустајао и Канчелара је направио неколико секунди предности. До краја трке, по равном, константно је повећавао предност и побиједио је минут и 27 секунди испред Сагана, освојивши свој други Ронде.
Сезону је наставио на класику Шелдепрајс, такође у Белгији, гдје је пао на 50 km до циља и напустио је трку. Следећег дана, пао је док је возио секције калдрме у склопу припрема за Париз—Рубе, али је упркос падовима био један од највећих фаворита за освајање класика. Недељу дана након Рондеа, возио је Париз—Рубе. На 16 km до циља, напао је и једино су Сеп Ванмарке и Здењек Штибар могли да га прате. Штибар је отпао из борбе за побједу, након што се сударио са гледаоцем. Канчелара и Ванмарке возили су заједно до краја, заједно су ушли на велодром у Рубеу, гдје је Ванмарке почео први да спринта, али је Канчелара био бржи и освојио је Париз—Рубе по трећи пут, а други пут Ронде—Рубе дабл. Након трке, изјавио је да неће возити ни Ђиро д’Италију ни Тур де Франс, већ Вуелта а Еспању, како би се што боље спремио за Свјетско првенство.
Сезону је наставио на Тур оф Белгијум трци, гдје је 15 km дуг хронометар на трећој етапи завршио на 77 мјесту, два минута иза Тонија Мартина. Трку је напустио током пете етапе,
након чега је објављено да ће возити Тур оф Аустрија трку. У јуну, возио је Тур де Свис трку, гдје је пролог на отварању завршио на 16 мјесту, 22 секунде иза Камерона Мејера. Иако није остварио ниједну етапну побједу, изразио је одушевљење након што је његов сувозач, Грегори Раст, побиједио на шестој етапи из бијега. Хронометар на последњој, деветој етапи, завршио је на 65 мјесту, пет минута иза Руија Косте, који је побиједио на етапи и освојио трку, док је Канчелара завршио на 105 мјесту у генералном пласману, сат и три минута иза. Средином јуна, возио је национално првенство, гдје је побиједио у вожњи на хронометар, минут испред Мартина Елмигера и освојио првенство Швајцарске у вожњи на хронометар осми пут. Возио је и друмску трку, коју је завршио на 13 мјесту, шест минута иза Михаела Шера. На дан 1. јула, објављено је да је потписао нови трогодишњи уговор са тимом Рејдиошек—Леопард, до краја сезоне 2016.
Крајем јуна, стартовао је Тур оф Аустрија трку, гдје је побиједио на хронометру на седмој етапи, 22 секунде испред Марка Пинотија. Трку је завршио на 54 мјесту, 34 минута иза побједника — Рикарда Цојдла. На дан 26. јула, Рејдиошек—Леопард је одржао презентацију тима за Тур де Полоње трку, коју је возио и Канчелара. На првој етапи, завршио је 16 минута иза Дијега Улисија, који је побиједио на етапи. Хронометар на последњој, седмој етапи завршио је на другом мјесту, 56 секунди иза Вигинса, док је трку завршио на 68 мјесту у генералном пласману, сат и 13 минута иза побједника — Питера Венинга. Истакао је да му је циљ био да побиједи на хронометру, да је разочаран што није успио, али да је Пољска била добра припрема за Свјетско првенство.
Сезону је наставио на Вуелта а Еспањи, гдје је помогао тиму да екипни хронометар на првој етапи заврши на другом мјесту, десет секунди иза Астане. На четвртој етапи, пратио је нападе у финишу успона и завршио је на другом мјесту, иза Данијела Морена, који је био бољи у спринту. Сезону је наставио на Тур оф Белгијум трци, гдје је 15 km дуг хронометар на трећој етапи завршио на 77 мјесту, два минута иза Тонија Мартина.http://www.cyclingnews.com/races/vuelta-a-espana-2013/stage-4/results/ |title=Moreno attacks late for Vuelta stage win in Fisterra |work=Cyclingnews.com |publisher=Future plc |location=Bath, UK |date=27. 8. 2013 |accessdate = 5. 4. 2019 ||first=|last=}}</ref> Побиједио је на хронометру на етапи 11, 37 секунди испред Тонија Мартина. У наставку трке, радио је за сувозача, Кристофера Хорнера, који је освојио Вуелту, поставши најстарији побједник неке гранд тур трке у историји, док је Канчелара напустио током етапе 17, како би био одморнији за Свјетско првенство. Био је један фаворита за златну медаљу на обје дисциплине, и на хронометру и на друмској трци, а возио је и екипни хронометар. Рејдиошек—Леопард је екипни хронометар завршио на петом мјесту, минут и 17 секунди иза Омега Фарма Квик—Степа, који је освојио златну медаљу.  Хронометар је завршио на трећем мјесту, 48 секунди иза Тонија Мартина, који је освојио трећу титулу свјетског шампиона заредом, и двије секунде иза Бредлија Вигинса, који је завршио на другом мјесту и освојио сребрну медаљу. Четири дана касније, возио је друмску трку. Већину времена провео је при врху групе, али је отпао на последњем успону, кад су напади почели. Завршио је на десетом мјесту, у десеточланој групи која је на циљ дошла 34 секунде иза Руија Косте, који је освојио златну медаљу, док су сребрну и бронзану освојили Хоаким Родригез и Алехандро Валверде. Крајем децембра, генерални менаџер Рејдиошек—Леопарда, Лука Геркилена, изјавио је да ће Канчелара покушати да обори рекорд на сат времена током сезоне 2014.

### 2014: Трећа побједа на Ронде ван Фландерену
Сезону 2014 почео је на Дубаи Тур трци, која је одржана по први пут. Хронометар на првој етапи завршио је на другом мјесту, 25 секунди иза Тејлора Финија. Трка је завршена испред Бурџ Калифе у Дубаију; завршио је на петом мјесту у генералном пласману, 30 секунди иза Финија. Почетком фебруара, возио је Тур оф Катар, гдје је хронометар на трећој етапи завршио на четвртом мјесту, шест секунди иза Мајкла Хепбурна. Трку је завршио на 67 мјесту у генералном пласману, 12 минута иза Никија Терпстре. На Тур оф Оман трци није вожен хронометар; завршио је на 31 мјесту у генералном пласману, четири минута иза Криса Фрума. Почетком марта, возио је Страде Бјанке класик. Михал Квјатковски и Петер Саган су напали из мање групе на 21 km до циља, Канчелара, Алехандро Валверде, Роман Кројцигер и Дамијано Кунего су оформили потјеру, али нису могли да их достигну. Квјатковски је побиједио, док је Канчелара завршио на шестом мјесту, 59 секунди иза. Сезону је наставио у Италији, на Тирено—Адријатику, гдје је хронометар на последњој, седмој етапи завршио на другом мјесту, шест секунди иза Адријана Малорија и трку је завршио на 51 мјесту у генералном пласману, 26 минута иза побједника — Алберта Контадора.
Крајем марта возио је Милано—Санремо. Након више напада, трка је завршена групним спринтом, који је завршио на другом мјесту, иза Александера Кристофа. Пет дана касније, возио је Е3 Харелбеке, гдје је остао ухваћен у паду прије успона Капелберг, након чега је морао да мијења гуму и изгубио је прикључак за водећим возачима;. завршио је на деветом мјесту, минут и 19 секунди иза Петера Сагана. Два касније возио је Гент—Вевелгем. Класик је завршен групним спринтом, а Канчелара је завршио на 38 мјесту, 19 секунди иза Џона Дегенколба, који је освојио први велики класик у каријери.
Почетком априла, возио је Ронде ван Фландерен. На последњем успону, Ауде Кваремонту, напао је заједно са Сепом ван Маркеом; достигли су тројицу возача који су већ били у бијегу и возили су заједно до циља. Штајн Деволдер је први напао из водеће групе, пратио је Грег ван Авермат. Канчелара је показао да је исцрпљен, због чега је Сеп Ванмарке изашао на чело и достигао их, док је Канчелара пратио. У последњем километру, Канчелара је напао и створио довољну предност; побиједио је у спринту испред Ван Авермата и освојио Ронде трећи пут. Три дана касније, возио је класик Шелдепрајс. Завршио је на 121 мјесту, минут и 42 секунде иза Марсела Китела, који је побиједио у групном спринту. Након Шелдепрајса, возио је Париз—Рубе. Остао је затворен након пада у групи прије сектора 16; Бонен је напао и достигао петорицу возача који су већ били у бијегу. Саган је напао на 35 km до циља и достигао групу напријед на 22 km до циља, док је недуго затим, група у којој су били Канчелара и Ванмарке достигла водеће возаче, након чега је Саган напао. Канчелара је напао из групе, на секцији калдрме Карефур дел Арбе, што су пратили Дегенколб, Ванмарке и Штибар, који су отишли од групе и достигли Сагана. Терпстра је предводио групу иза за Бонена, док су ту били још Бредли Вигинс, Герент Томас и Себастијан Лангевелд, који су достигли групу Канчеларе прије последње секције калдрме. На 7 km до циља, Ники Терпстра је напао и дошао до соло побједе, док је Канчелара завршио на трећем мјесту, у групи која је на циљ стигла 20 секунди иза; Дегенколб је одспринтао деветочлану групу. Након трке, изјавио је: „уморан сам и разочаран. Возио сам да побиједим, али није прошло како сам се надао”.
Сезону је наставио на Бајерн Рундфарт трци, гдје је хронометар на четвртој етапи завршио на 13 мјесту, минут иза Герента Томаса. Трку је завршио на 52 мјесту, десет минута иза Томаса, који је освојио трку. У јуну, возио је домаћу трку, Тур де Свис, гдје је пролог на отварању завршио на четвртом мјесту, 16 секунди иза Тонија Мартина. Хронометар дуг 24,5 km, вожен на седмој етапи, завршио је на четвртом мјесту, 41 секунду иза Тонија Мартина, док је трку напустио након осме етапе, није стартовао последњу, девету етапу. Освојио је национално првенство у вожњи на хронометар девети пут у каријери, 49 секунди испред Стефана Кинга, док је друмску трку завршио на 14 мјесту, минут и 25 секунди иза Мартина Елмигера.
У јулу, возио је Тур де Франс. На петој етапи вожене су секције калдрме које се возе на Париз—Рубеу. Ларс Бум је напао на 11 km до циља, нико није могао да прати. Канчелара је завршио на петом мјесту, минут иза, у групи са Саганом и Јенсом Кеукелером. На деветој етапи отишао је у бијег, у групи од 30 возача. Тони Мартин је напао на 150 km до циља и дошао до соло побједе, док је Канчелара завршио на другом мјесту, на циљу је одспринтао Ван Авермата и Тома Димулена. Циљ му је био да вози хронометар на етапи 20, у склопу припрема за Свјетско првенство, али је Тур напустио након десете етапе, није стартовао етапу 11. Сезону је наставио на Енеко Туру, гдје је хронометар на трећој етапи завршио на другом мјесту, двије секунде иза Димулена. Трку је напустио након пете етапе, није стартовао шесту етапу.
У септембру, возио је Вуелта а Еспању, гдје је хронометар на десетој етапи завршио на трећем мјесту, 18 секунди иза Тонија Мартина. На етапи 17 завршио је на трећем мјесту у групном спринту, на којем је Џон Дегенколб побиједио, након чега је напустио трку и није стартовао етапу 18, са намјером да се што боље припреми за Свјетско првенство.. Током Вуелте, објавио је да неће возити хронометар на Свјетском првенству, са намјером да се сконцентрише и сачува снагу за друмску трку, за коју је изјавио да му одговара. На Свјетском првенству, возио је екипни хронометар, који је тим Трек фектори рејсинг завршио на седмом мјесту, минут иза БМЦ-а. Друмску трку завршио је на 11 мјесту, у групи која је на циљ стигла седам секунди иза побједника — Михала Квјатковског, док је Сајмон Геранс одспринтао Алехандра Валвердеа за сребрну медаљу.

### 2015: Падови и повреде
Сезону 2015 стартовао је на тродневном класику Челенџ Мајорка, гдје је трећи класик, Трофео Плаја де Палма, завршио на седмом мјесту у групном спринту. Недељу дана касније возио је Тур оф Катар, гдје је хронометар на трећој етапи завршио на другом мјесту, осам секунди иза Никија Терпстре, секунду испред Вигинса. Трку је завршио на 67 мјесту у генералном пласману, 11 минута иза Терпстре. Прву побједу у сезони остварио је на Тур оф Оман трци. На циљ је стигао у групи од 18 возача, у спринту је побиједио Валвердеа и узео је лидерску мајицу. У наставку трке губио је вријеме и завршио је на 59 мјесту у генералном пласману, 11 минута иза Рафаела Валса. Почетком марта, возио је Страде Бјанке класик. Након више напада, на 19 km до циља био је у првој групи, заједно са Ван Аверматом, Ванмаркеом, Валвердеом и Штибаром. На последњем успону, није могао да прати нападе и завршио је на 19 мјесту, минут и 26 секунди иза Штибара. Сезону је наставио на Тирено—Адријатику, гдје је пролог на отварању завршио на другом мјесту, секунду иза Малорија. Побиједио је на хронометру дугом 10 km, који је вожен на последњој, седмој етапи, дан прије његовог рођендана, четири секунде испред Адријана Малорија. Завршио је на 52 мјесту у генералном пласману, 26 минута иза побједника — Наира Кинтане.
Милано—Санремо је завршен групним спринтом, у којем је Џон Дегенколб побиједио, док је Канчелара завршио на седмом мјесту. Недељу дана касније возио је Е3 Харелбеке. На 175 km до циља, учествовао је у великом паду, због којег је морао да напусти трку. У паду је задобио два мања прелома, због чега је морао да пропусти остатак класика, укључујући Ронде ван Фландерен и Париз—Рубе. Сезону је наставио крајем маја, на трци у Норвешкој — Тур дес Фјордс трци, на којој није остварио ниједну побједу и завршио је на 49 мјесту у генералном пласману, 18 минута иза побједника — Марка Халера.У јуну, возио је домаћу трку — Тур де Свис, гдје је пролог на отварању завршио на другом мјесту, двије секунде иза Димулена. Хронометар на последњој, деветој етапи, завршио је на трећем мјесту, 19 секунди иза Димулена, а секунду иза Симона Шпилака и завршио је на 113 мјесту у генералном пласману, сат и 39 минута иза Шпилака, који је освојио трку.
У јулу возио је Тур де Франс. Хронометар дуг 13,8 km на првој етапи завршио је на трећем мјесту, шест секунди иза Роана Дениса и секунду иза Тонија Мартина. На другој етапи, група се раздвојила у финишу, због јаког вјетра, Канчелара је био у првој групи, у којој је било укупно десет возача и у спринту је завршио трећи, иза Грајпела и Сагана, а испред Кевендиша. За треће мјесто добио је четири секунде бонификације и преузео је жуту мајицу, коју је обукао 29 пут у каријери. Учествовао је у великом паду на трећој етапи, коју је завршио 11 минута иза Хоакима Родригеза.  Након етапе, отишао је у болницу, гдје је утврђено да је задобио два попречна прелома на два пршљена и морао је да напусти трку.
Сезону је након опоравка наставио на Вуелта а Еспањи, коју је морао да напусти већ након треће етапе, због стомачног вируса, након чега је одлучио да пропусти Свјетско првенство у Ричмонду, о чему је изјавио: „физички бих вјероватно могао да одем и возим Свјетско првенство. Али ум је тај који контролише тијело, немам вољу да идем кроз потпуни повратак још једном, након сезоне која је била као ролеркостер. То је питање фокуса. Није лако носити се са озбиљним повредама током сезоне, а ја сам морао да то радим већ двапут ове године. То је ментално веома захтјевно и циједи вам енергију. Немам батерија више за трећи повратак у једној сезони”. Сезону је завршио у октобру, на једнодневној трци Јапан куп, коју није завршио.
На дан 11. новембра 2015. године, након неколико озбиљних повреда и болести, објавио је да ће на крају сезоне 2016 завршити каријеру.

### 2016: Последња сезона
Сезону 2016 стартовао је на тродневном класику Челенџ Мајорка, гдје је други класик, Трофео Поленка, завршио на шестом мјесту, у групи која је стигла на циљ двије секунде иза побједника — Ђанлуке Брамбиле. На трећем класику, Трофео Сера де Трамунтана, отишао је у бијег, у којем је било укупно 23 возача, напао је на последњем успону и побиједио 17 секунди испред Михала Квјатковског. Почетком фебруара возио је Дубаи Тур, гдје је трећу етапу завршио на четвртом мјесту, четири секунде иза Хуана Хосеа Лобата, који је побиједио на успону. Последњу, четврту етапу, завршио је на 79 мјесту у групи и трку је завршио на седмом мјесту у генералном пласману, 25 секунди иза побједника — Марсела Китела. Сезону је наставио на трци у Португалији, Волта ао Алгарве, гдје је побиједио на хронометру на трећој етапи, пет секунди испред Тонија Мартина. Трку је завршио на 51 мјесту у генералном пласману, 13 минута иза Герента Томаса. Почетком марта, возио је Страде Бјанке класик. На 22 km до циља, Брамбила је напао, пратили су Канчелара, Здењек Штибар и Петер Саган. У самом финишу, Штибар је напао, Канчелара пратио и побиједио у спринту, освојивши класик по трећи пут. У част треће побједе, након што је побиједио 2008 и 2012, сектор калдрме назван је по њему. На Тирено—Адријатику, побиједио је на хронометру на последњој етапи, 13 секунди испред Јоана ле Бона, остваривши пету побједу на хронометру на Тирену; трку је завршио на 60 мјесту у генералном пласману, осам минута иза Грега ван Авермата, након чега је возио Милано—Санремо. Милано—Санремо завршио је на 31 мјесту у групном спринту; побиједио је Арно Демар, који је тако постао први Француз који је освојио класик од 1995. године.
Крајем марта возио је први од Калдрмисаних класика, Е3 Харелбеке. На око 70 km до циља, прије почетка успона Боигнеберг, имао је проблема са точком и морао је да промијени бицикл. Нови бицикл је чекао више од минут, са раширеним рукама, у знак незадовољства. Након велике потјере, успио је да достигне групу на 30 km до циља. Истовремено кад је Канчелара дошао до групе, Квјатковски и Саган су напали, нико није реаговао и убрзо су стекли 40 секунди предности. Канчелара је завршио на четвртом мјесту, 11 секунди иза Квјатковског, који је у финишу напао и побиједио четири секунде испред Сагана. Два дана касније возио је Гент—Вевелгем. На 35 km до циља, на Кемелбергу, Сеп Ванмарке је напао, пратили су Канчелара и Саган и брзо стигли до Вјачеслава Кузњецова, који је био у бијегу. Њих четворица возила су заједно до циља, а од 5 km до циља, прилазили су брже кроз смјену, у намјери да буду у што бољој позицији пред спринт. Кузњецов је почео први да спринта, на 200 метара до циља, Канчелара је одмах реаговао, али није имао снаге да спринта до краја и завршио је на четвртом мјесту, док је Саган побиједио.
Почетком априла возио је Ронде ван Фландерен. Саган и Квјатковски су напали на секцији Нукерке, Ванмарке је пратио и на 25 km до циља стекли су 40 секунди предности. На успону Ауде Кваремонт, Квјатковски је отпао из прве групе, док је Канчелара напао из друге групе и убрзо престигао Квјатковског; на врху успона заостајао је 12 секунди иза Сагана и Ванмаркеа. На последњем успону, Патербергу, Саган је напао и дошао до соло побједе; Канчелара је достигао Ванмаркеа и завршио је на другом мјесту, 25 секунди иза Сагана. Класик Шелдепрајс завршио је на 111 мјесту у групном спринту, након чега је возио Париз—Рубе. На половини трке, прије секције 20 калдрме, због пада група се подијелила; Канчелара је био у другој групи, заједно са Саганом и Терпстром, док је прву групу предводио Том Бонен. Предност је брзо порасла на минут, а затим је Канчелара пао на секцији калдрме, Саган је успио маневром да га прескочи и настави трку. Трку је завршио на 40 мјесту, седам минута иза Метјуа Хејмана, који је на циљу одспринтао Бонена. Пао је поново на велодрому, док је возио са заставом Швајцарске у рукама.
Сезону је наставио на Ђиро д’Италији, гдје је хронометар на деветој етапи завршио на четвртом мјесту, 28 секунди иза Приможа Роглича. Због температуре коју је имао у почетним етапама и стомачних проблема, одлучио је да напусти Ђиро након хронометра јер није 100 посто спреман и није стартовао десету етапу. У јуну возио је Тур де Свис, гдје је побиједио на хронометру на првој етапи, секунду испред Јиргена Ројландса. Хронометар на осмој етапи завршио је на трећем мјесту, 19 секунди иза Јона Изагиреа. Након хронометра напустио је трку и није стартовао последњу, девету етапу.
Сезону је наставио на националном првенству, гдје је освојио девету титулу шампиона Швајцарске у вожњи на хронометар, минут и 20 секунди испред Рета Холенстајна. Друмску трку завршио је на 16 мјесту, четири минута иза Жонатана Фимоа. У јулу возио је Тур де Франс. Хронометар на етапи 13 завршио је на 23 мјесту, три минута и 15 секунди иза Тома Димулена. Циљ етапе 16 био је у Канчеларином родном граду, Берну. Завршио је на шестом мјесту у групном спринту, у којем је Саган побиједио. Тур је напустио након етапе 17, није стартовао хронометар на етапи 18, са циљем да се што боље припреми за Олимпијске игре.
На Олимпијским играма у Рио де Жанеиру возио је и друмску трку и хронометар. Друмску трку завршио је на 34 мјесту, 11 минута иза побједника — Јакоба Фуглсанга, након што је отпао на последњем успону. Четири дана касније возио је хронометар. Након другог пролазног циља, заостајао је 25 секунди иза Роана Дениса, али је након успона имао 18 секунди предности. До краја повећавао је предност, док је Денис морао да промијени бицикл. Побиједио је 47 секунди испред Димулена, док је Крис Фрум завршио на трећем мјесту. Канчелара је тако освојио другу златну медаљу у вожњи на хронометар, након Олимпијских игара 2008.
Каријеру је завршио на критеријуму Јапан куп, 22. октобра 2016. године.

## Оптужбе за механички допинг
Године 2010, бивши бициклиста, Давиде Касани, поставио је на свом јутјуб  каналу видео у којем тврди да је Канчелара користио мотор на бициклу током Ронде ван Фландерена и Париз—Рубеа те године, на којима је остварио побједе. У видеу, Касани је приказао нормални бицикл, а након што је притиснуо дугме, педале су почеле да се окрећу. Показао је како мотор може бити постављен на раму бицикла, док дугме за паљење може бити постављено на ручкама за управљање. На јутјуб каналу, Касани је поставио клипове Канчеларе на двије различите трке, на којима наводно укључује мотор током вожње, при чему драстично повећава брзину. Тврдње о употреби мотора су се повећале и у групи су почеле гласине о новом мотору, Грубер Асист, који производи 100 вата снаге, које пружа возачу. Критичари теорије о коришћењу мотора тврдили су да је Грубер Асист превише бучан и да се сигурно може чути кад се укључи у мањој групи или приликом соло вожње.
Свјетска бициклистичка унија, саопштила је да не истражују ниједног посебног возача или тим, али да ће испитати потребу да спроведу нову инспекцију система бицикала, да би уочили евентуално варање. UCI је такође саопштио да није отворен случај о Канчелари. Канчелара је одбацио оптужбе, истакавши да су глупе и да је то превише ризично. Изјавио је за белгијски часопис, Хет Неувсблад: „толико је глупо да сам остао без ријечи. Никад нисам имао батерије на бициклу”.
Током прес конференције у априлу 2017. године, прије последњег Ронде ван Фландерена који је возио Том Бонен, упитан је да ли Ронде осваја увијек најјачи возач, на шта је он одговорио: „да, већину времена. На свакој сличној трци, не побјеђује увијек најјачи возач, али већину времена да. У Фландрији, не могу да опозовем једну годину... Добро, могу да опозовем једну”. Када је упитан на коју годину мисли, рекао је „немам коментар”. На дан 6. априла 2018. године, два дана прије Париз—Рубеа, Самуел Грулоа из Радио телевизије Белгије, упитао је Бонена да ли му је Канчелара украо побједу на Ронде ван Фландерену 2010, на шта је Бонен рекао: „да, али није на мени да говорим. Завршио сам други, и није онај што је завршио други тај који би требало да каже да ситуација није нормална. Веома је тешко доказати јер нисмо имали провјеру бицикала. Превише је касно”.

## Приватни живот
Родитељи Фабијана Канчеларе су поријеклом Италијани. У младости бавио се фудбалом и крос кантријем, након чега се одлучио за бициклизам. Женом Стефани, оженио се 2006. године, док је касније исте године добио кћерку, којој су дали име Ђулијана. Друга њихова кћерка, којој су дали име Елена, рођена је 13. јула 2012. године. Са породицом живи у Берну, у Швајцарској. Говори италијански, француски и њемачки језик, као и енглески слабије. У јулу 2020, придружио се швајцарској бициклистичкој академији као ментор и савјетник за развој младих возача.

## Резултати на тркама

### Резултати на гранд тур тркама
| Гранд тур трке  | 2004. | 2005. | 2006. | 2007. | 2008. | 2009. | 2010. | 2011. | 2012. | 2013. | 2014. | 2015. | 2016. |
| --------------- | ----- | ----- | ----- | ----- | ----- | ----- | ----- | ----- | ----- | ----- | ----- | ----- | ----- |
| Ђиро д’Италија  | —     | —     | —     | DNF   | —     | DNF   | —     | —     | —     | —     | —     | —     | DNF   |
| Тур де Франс    | 109   | 128   | —     | 100   | 64    | 88    | 121   | 119   | DNF   | —     | DNF   | DNF   | DNF   |
| Вуелта а Еспања | —     | —     | DNF   | —     | —     | DNF   | DNF   | DNF   | —     | DNF   | DNF   | DNF   | —     |

### Резултати на главним етапним тркама
| Етапне трке          | 2003. | 2004. | 2005. | 2006. | 2007. | 2008. | 2009. | 2010. | 2011. | 2012. | 2013. | 2014. | 2015. | 2016. |
| -------------------- | ----- | ----- | ----- | ----- | ----- | ----- | ----- | ----- | ----- | ----- | ----- | ----- | ----- | ----- |
| Париз—Ница           | 55    | DNF   | 69    | —     | —     | —     | —     | —     | —     | —     | —     | —     | —     | —     |
| Тирено—Адријатико    | —     | —     | —     | 105   | DNF   | 1     | DNF   | 77    | 89    | 98    | 71    | 51    | 52    | 60    |
| Вуелта а Каталуња    | —     | —     | —     | 125   | —     | DNF   | —     | —     | —     | —     | —     | —     | —     | —     |
| Вуелта ал Паис Васко | —     | —     | —     | —     | —     | —     | —     | —     | —     | —     | —     | —     | —     | —     |
| Тур де Романди       | 43    | —     | —     | —     | —     | —     | DNF   | —     | —     | —     | —     | —     | —     | —     |
| Критеријум ди Дофине | —     | —     | —     | —     | —     | —     | —     | —     | —     | —     | —     | —     | —     |       |
| Тур де Свис          | 56    | 63    | 72    | 94    | 83    | 79    | 1     | 55    | 98    | DNF   | 105   | DNF   | 113   | DNF   |

### Резултати на класицима
| Монументални класици  | 2003.                          | 2004.                          | 2005.                          | 2006.                          | 2007.                          | 2008.                          | 2009.                          | 2010.                          | 2011.                          | 2012.                          | 2013.                          | 2014.                          | 2015.                          | 2016.                          |
| --------------------- | ------------------------------ | ------------------------------ | ------------------------------ | ------------------------------ | ------------------------------ | ------------------------------ | ------------------------------ | ------------------------------ | ------------------------------ | ------------------------------ | ------------------------------ | ------------------------------ | ------------------------------ | ------------------------------ |
| Милано—Санремо        | —                              | —                              | —                              | 25                             | 110                            | 1                              | —                              | 17                             | 2                              | 2                              | 3                              | 2                              | 7                              | 31                             |
| Ронде ван Фландерен   | 73                             | 42                             | 62                             | 6                              | 53                             | 23                             | DNF                            | 1                              | 3                              | DNF                            | 1                              | 1                              | —                              | 2                              |
| Париз—Рубе            | DNF                            | 4                              | 8                              | 1                              | 19                             | 2                              | 49                             | 1                              | 2                              | —                              | 1                              | 3                              | —                              | 40                             |
| Лијеж—Бастоњ—Лијеж    | Није возио ниједном у каријери | Није возио ниједном у каријери | Није возио ниједном у каријери | Није возио ниједном у каријери | Није возио ниједном у каријери | Није возио ниједном у каријери | Није возио ниједном у каријери | Није возио ниједном у каријери | Није возио ниједном у каријери | Није возио ниједном у каријери | Није возио ниједном у каријери | Није возио ниједном у каријери | Није возио ниједном у каријери | Није возио ниједном у каријери |
| Ђиро ди Ломбардија    | Није возио ниједном у каријери | Није возио ниједном у каријери | Није возио ниједном у каријери | Није возио ниједном у каријери | Није возио ниједном у каријери | Није возио ниједном у каријери | Није возио ниједном у каријери | Није возио ниједном у каријери | Није возио ниједном у каријери | Није возио ниједном у каријери | Није возио ниједном у каријери | Није возио ниједном у каријери | Није возио ниједном у каријери | Није возио ниједном у каријери |
| Остали класици        | 2003.                          | 2004.                          | 2005.                          | 2006.                          | 2007.                          | 2008.                          | 2009.                          | 2010.                          | 2011.                          | 2012.                          | 2013.                          | 2014.                          | 2015.                          | 2016.                          |
| Омлоп хет Ниувсблад   | 75                             | —                              | —                              | —                              | —                              | 13                             | —                              | —                              | —                              | —                              | —                              | —                              | —                              | —                              |
| Курне—Брисел—Курне    | —                              | 12                             | —                              | —                              | —                              | —                              | —                              | —                              | —                              | —                              | —                              | —                              | —                              | —                              |
| Страде Бјанке         | Трка није постојала            | Трка није постојала            | Трка није постојала            | Трка није постојала            | —                              | 1                              | —                              | 10                             | 5                              | 1                              | 4                              | 6                              | 19                             | 1                              |
| Е3 Бинкбанк           | —                              | —                              | —                              | 37                             | —                              | 16                             | —                              | 1                              | 1                              | 22                             | 1                              | 9                              | DNF                            | 4                              |
| Гент—Вевелгем         | 11                             | 14                             | 4                              | 6                              | 62                             | 67                             | 86                             | DNF                            | 49                             | 13                             | DNF                            | 38                             | —                              | 4                              |
| Дварс дор Фландерен   | —                              | —                              | —                              | —                              | 29                             | DNF                            | —                              | 16                             | 36                             | —                              | —                              | —                              | —                              | —                              |
| Шелдепрајс            | —                              | —                              | —                              | —                              | —                              | —                              | —                              | DNF                            | 158                            | —                              | DNF                            | 121                            | —                              | 111                            |
| Амстел голд рејс      | —                              | 53                             | —                              | —                              | —                              | —                              | —                              | —                              | 64                             | —                              | —                              | —                              | —                              | —                              |
| Флеш Валон            | —                              | —                              | —                              | —                              | —                              | —                              | —                              | —                              | —                              | —                              | —                              | —                              | —                              | —                              |
| Класик Сан Себастијан | —                              | —                              | —                              | —                              | —                              | —                              | —                              | —                              | —                              | —                              | —                              | —                              | —                              | —                              |
| Бретање класик        | —                              | —                              | —                              | —                              | —                              | —                              | —                              | —                              | —                              | —                              | —                              | —                              | —                              | —                              |
| ГП де Квебек          | —                              | —                              | —                              | —                              | —                              | —                              | —                              | —                              | —                              | —                              | —                              | —                              | —                              | —                              |
| ГП де Монтреал        | —                              | —                              | —                              | —                              | —                              | —                              | —                              | —                              | —                              | —                              | —                              | —                              | —                              | —                              |

### Резултати на Олимпијским играма
| Олимпијске игре     | 2004. | 2008. | 2012. | 2016. |
| ------------------- | ----- | ----- | ----- | ----- |
| Друмска трка        | DNF   | 2     | 106   | 34    |
| Вожња на хронометар | 9     | 1     | 7     | 1     |

### Резултати на Свјетском првенству
| Свјетско првенство | 2001. | 2002. | 2003. | 2004. | 2005. | 2006. | 2007. | 2008. | 2009. | 2010. | 2011. | 2012. | 2013. | 2014. |
| ------------------ | ----- | ----- | ----- | ----- | ----- | ----- | ----- | ----- | ----- | ----- | ----- | ----- | ----- | ----- |
| Друмска трка       | —     | 148   | DNF   | DNF   | 123   | 31    | DNF   | —     | 5     | 50    | 4     | —     | 10    | 11    |
| Хронометар         | 15    | 9     | 18    | 8     | 3     | 1     | 1     | —     | 1     | 1     | 3     | —     | 3     | —     |
| Екипни хронометар  | —     | —     | —     | —     | —     | —     | —     | —     | —     | —     | —     | —     | 5     | 7     |

### Резултати на националном првенству
| Првенство Швајцарске | 2001. | 2002. | 2003. | 2004. | 2005. | 2006. | 2007. | 2008. | 2009. | 2010. | 2011. | 2012. | 2013. | 2014. | 2015. | 2016. |
| -------------------- | ----- | ----- | ----- | ----- | ----- | ----- | ----- | ----- | ----- | ----- | ----- | ----- | ----- | ----- | ----- | ----- |
| Друмска трка         | —     | 12    | —     | 8     | —     | —     | 2     | —     | 1     | —     | 1     | 3     | 13    | 14    | 5     | 16    |
| Вожња на хронометар  | 2     | 1     | —     | 1     | 1     | 1     | 1     | 1     | —     | —     | —     | 1     | 1     | 1     | —     | 1     |

| —   | Није учествовао |
| DNF | Није завршио    |